# Kaarst
Kaarst ist eine linksrheinisch in der Region Niederrhein gelegene Stadt im Rhein-Kreis Neuss in Nordrhein-Westfalen. Die mittlere kreisangehörige Stadt hat 43.295 Einwohner (31. Dezember 2024) und ist mit einer Fläche von 37,4 Quadratkilometern die flächenkleinste sowie nach der Kreisstadt Neuss die am dichtesten besiedelte Stadt des Kreises.

## Geographie

### Nachbargemeinden
Kaarst grenzt im Nordosten an die Stadt Meerbusch. Im Osten bilden die Bundesautobahnen A 57 und A 52 die Grenze zur Stadt Neuss, im Südosten verläuft die gemeinsame Grenze über landwirtschaftlich genutzte Flächen. Im Süden und Südwesten grenzen die Stadtteile Büttgen, Driesch und Vorst an die Nachbarstadt Korschenbroich. Westlich der Kaarster Seen und im weiteren Verlauf nordwestlich der A 52 findet sich die Grenze zur Stadt Willich im Kreis Viersen.

### Stadtteile
Kaarst gliedert sich in fünf Stadtteile (Einwohnerzahl zum 31. Dezember 2014)
- Kaarst (23.711)
- Büttgen (6.585) (Stand 15. Mai 2022: 6.590)[4]
- Driesch (849)
- Holzbüttgen (5.944)
- Vorst (5.513)

## Geschichte

### Frühe Zeit und Mittelalter
In den Jahren 1958 und 1969 wurden bei Kaarst Kiesgruben zum Bau der A 52 und der A 57 ausgehoben. Dabei wurden 32 Gräber aus der Frankenzeit (6. bis 8. Jahrhundert n. Chr.) entdeckt. In den Gräbern wurden Waffen, Schmuck und eine Goldmünze gefunden. Der heutige Stadtteil Büttgen wurde im Jahr 793 erstmals urkundlich mit seinem seinerzeitigen Namen Budica erwähnt. Durch Urkunden des 13. Jahrhunderts sind für Kaarst die Ortsnamen Carlsvorst, Karlsvorst und Karlessvorst (1218)
sowie Karlesforst (1236, 1237) überliefert, was auf ein hohes Alter hinweist. Gegen 1214 war zu Karlesforst ein Nonnenkloster des Zisterzienserordens errichtet worden, das später – vor 1237 – nach Eppinghoven verlegt wurde. Die zugehörige Klosterkirche, die Weiße Kirche (alba ecclesia) genannt  wurde und als solche auch auf Landkarten verzeichnet gewesen sein soll, lag zwischen Kaarst und Willich in der Nähe des späteren Guts Böckemeshof (Kaarst, Alte Heerstraße) und hatte bis ins 18. Jahrhundert überdauert, war aber vor Beginn der Franzosenzeit schon verschwunden.
Die katholische Kirche in Kaarst ist ein romanisches Bauwerk aus dem 12. Jahrhundert. Am Gemäuer der Kirche soll sich früher die Inschrift „1007“ befunden haben, was auf einen Vorgängerbau hindeuten könnte; zwar war um 1895 noch der Kirchturm aus dem 12. Jahrhundert vorhanden, doch die durch die Literatur überlieferte Inschrift „1146“ an dem alten südlichen Seitenschiff, die sich vermutlich auf das Baujahr bezog, war schon nicht mehr nachweisbar.
Seit dem Mittelalter gehörte Kaarst zum kurkölnischen Amt Liedberg, war aber ein eigener Dingstuhl.

### Neuzeit
Im Jahr 1591 wurde in Büttgen Jan von Werth geboren, der im Dreißigjährigen Krieg als Reitergeneral Berühmtheit erlangte.
Im Jahre 1794 beendeten die französischen Revolutionstruppen die Zugehörigkeit Kaarsts zum Erzstift Köln. Kaarst wurde eine eigene Mairie im Département de la Roer. Ein Überbleibsel aus der Zeit der französischen Herrschaft ist der heutige Nordkanal, der 1806 gebaut wurde. Napoleon hatte dem Nordkanal eine große wirtschaftliche Bedeutung als Wasserstraße zwischen Maas und Rhein zugedacht. Nach dem Wiener Kongress 1815 kam Kaarst an das Königreich Preußen und 1822 an die Rheinprovinz. 1816 wurde aus der Mairie Kaarst die Bürgermeisterei bzw. Landgemeinde Kaarst mit den Dorfschaften Kaarst, Broicherseite, Brück, Heide, Hinterfeld und Neußerfurth gebildet. Sie gehörte dem Kreis Neuß im Regierungsbezirk Düsseldorf an.
Mit der Eröffnung der Bahnstrecke Neuss–Viersen im Jahre 1877 begann die Ansiedlung erster Gewerbebetriebe und kleinerer Fabriken, die den Einzug von gewerblichen Arbeitsplätzen in die bis dahin rein landwirtschaftlich geprägten Ortschaften mit sich brachte.
1913 verlor die Gemeinde Kaarst die Stadtteile Neußerfurth und Vogelsang an die Stadt Neuss. 1929 kam Kaarst an den damaligen Landkreis Grevenbroich-Neuß.
1936 wurden die Gemeinden Kaarst und Büttgen erstmals zu einer Verwaltungseinheit zusammengefasst und deren Amtsverwaltung in das mit 4.400 Einwohnern größere Büttgen verlegt. Kaarst hatte damals erst 2.600 Einwohner. Die Verwaltungseinheit wurde 1947 wieder aufgelöst.
Im Zweiten Weltkrieg wurden erhebliche Teile von Holzbüttgen und Vorst zerstört. Die Gemeinden Büttgen und Kaarst blieben weitgehend verschont und konnten so nach dem Krieg mehr als 1.300 Flüchtlinge aufnehmen.
Am 1. Januar 1981 wurde Kaarst durch die Funktionalreform das Stadtrecht als mittlere kreisangehörige Stadt zugesprochen. Die Gemeinde hatte zu diesem Zeitpunkt 38.383 Einwohner.
Die früheren und bis 31. Dezember 1974 selbstständigen Gemeinden Kaarst und Büttgen einschließlich der ursprünglich zur Gemeinde Büttgen gehörenden Ortsteile Vorst, Holzbüttgen und Driesch sind im Stadtbild erkennbar als Stadtteile vorhanden. Seit 1995 nutzt die Stadtverwaltung Kaarst das zentrale Rathaus am Standort Kaarst-Mitte („Neue Mitte“) und das sogenannte Technische Rathaus in Büttgen.
Die im Stadtrat vertretenen Parteien unterhalten in Kaarst und Büttgen getrennte Ortsverbände.

### Eingemeindungen
Im Rahmen der nordrhein-westfälischen Gebietsreform wurde die Gemeinde Kaarst am 1. Januar 1975 mit der Gemeinde Büttgen, bestehend aus den Ortschaften Büttgen, Holzbüttgen, Vorst und Driesch, zur Großgemeinde Kaarst zusammengelegt, die bei ihrer Gründung rund 33.000 Einwohner hatte.

### Ausgliederungen
Am 1. Januar 1975 trat Kaarst ein Gebiet mit damals mehr als 1.500 Einwohnern an die Kreisstadt Neuss ab.

## Religiöse Gemeinschaften

### Römisch-Katholische Pfarrgemeinden
Die vier Pfarrgemeinden gehören zum Dekanat Neuss/Kaarst im Erzbistum Köln und bilden zusammen den Seelsorgebereich Kaarst/Büttgen:
- St. Aldegundis Büttgen (alte und neue Kirche)
- St. Antonius Vorst (Pfarrkirche und Antoniuskapelle). In der Kirche befindet sich seit 2001 ein von Clemens Hillebrand gestaltetes Glasfenster.[15]
- Sieben Schmerzen Mariens in Holzbüttgen
- St. Martinus Kaarst. Die im Jahr 1957 fertiggestellte „neue“ Pfarrkirche besitzt seit November 2008 eine Orgel der Firma Rieger mit mechanischer Traktur, 36 Registern und 3 Manualen.[16]
- Alt St. Martinus Kaarst

### Evangelische Gotteshäuser
Die Evangelische Kirchengemeinde in Kaarst besitzt die folgenden Einrichtungen:
- Johanneskirche Büttgen
- Lukaskirche Holzbüttgen
- Auferstehungskirche Kaarst
- Katharina-von-Bora Haus Vorst

## Politik

### Bürgermeisterin
| Zeitraum  | Bürgermeister                                                  |
| --------- | -------------------------------------------------------------- |
| 1813–1821 | Mathias Pfeil                                                  |
| 1821–1823 | Michael Tillmans                                               |
| 1823      | Johann Tillmans                                                |
| 1824–1830 | Heinrich Amrath                                                |
| 1830–1851 | Heinrich Huthmacher                                            |
| 1851      | Robert Waeger                                                  |
| 1851–1855 | Jakob Kirschkamp                                               |
| 1855–1856 | Karl Andreas Schmidt                                           |
| 1856–1858 | Franz Aloys Bruno Schmitz                                      |
| 1858–1873 | Josef Hanstein                                                 |
| 1874–1883 | Gustav Teitscheid                                              |
| 1883–1899 | Albert Holz                                                    |
| 1899–1904 | Wiedenbrüg                                                     |
| 1904–1928 | Ferdinand Bergerfurth                                          |
| 1928–1933 | Leo Klövekorn (Ehrenbürgermeister)                             |
| 1933–1936 | Wilhelm Haas (stellvertretender/kommissarischer Bürgermeister) |
| 1936–1945 | Anton Dederichs                                                |
| 1945      | Hans Hoersch                                                   |
| 1946      | Andreas Gyo                                                    |
| 1946–1961 | Heinrich Hebben                                                |
| 1961–1966 | Heinz Müllers                                                  |
| 1966–19xx | Heinrich Pillen                                                |
| 1968–1999 | Heinz Klever (1928–2006)                                       |
| 1999–2015 | Franz-Josef Moormann                                           |
| 2015–2020 | Ulrike Nienhaus                                                |
| seit 2020 | Ursula Baum                                                    |

Bei der Kommunalwahl am 13. September 2015 wurde Ulrike Nienhaus (CDU) mit 54,84 % der gültigen Stimmen zur Bürgermeisterin gewählt. Sie folgte Franz-Josef Moormann (CDU), der das Amt seit 1999 innehatte. Als ihre Nachfolgerin wurde Ursula Baum (FDP) am 27. September 2020 in der Stichwahl mit 59,4 % gewählt. Ihr Gegenkandidat war Lars Christoph von der CDU. Beide platzierten sich am 13. September im 1. Wahlgang für die Stichwahl.
| Wahl des Kaarster Bürgermeisters 2020in Prozent %6050403020100 32,929,622,48,46,6 Christoph (CDU)Baum (FDP)Lennhof (Grüne)Kuhlmeier (SPD)Schmitz (FWG) |  | Stichwahlin Prozent %6050403020100 59,340,7 Baum (FDP)Christoph (CDU) |

### Stadtrat
Für den 2020 gewählten Stadtrat gewann die CDU 19 Direktmandate, die Grünen zwei Direktmandate und die FDP ein Direktmandat. Insgesamt ergab sich folgende Sitzverteilung (2020: 52 Sitze, 2014: 50 Sitze):
| In Klammern das Ergebnis der Wahl von 2014 \| Partei \| Sitze \| Stimmen \| \| ------- \| ------- \| --------------- \| \| CDU \| 19 (22) \| 36,0 % (44,3 %) \| \| Grüne \| 13 (7) \| 24,5 % (14,0 %) \| \| FDP \| 7 (4) \| 13,9 % (7,9 %) \| \| SPD \| 6 (9) \| 11,0 % (17,0 %) \| \| FWG \| 3 (–) \| 5,3 % ( – ) \| \| AfD \| 2 (1) \| 3,4 % (2,7 %) \| \| LINKE \| 1 (1) \| 2,4 % (2,5 %) \| \| UWG \| 1 (2) \| 2,5 % (4,8 %) \| \| ZENTRUM \| 0 (3) \| 1,1 % (5,3 %) \| | Sitzverteilung im Stadtrat 2020Insgesamt 52 Sitze - Linke: 1 - SPD: 6 - Grüne: 13 - FWG: 3 - UWG: 1 - CDU: 19 - FDP: 7 - AfD: 2 |                 |
| Partei | Sitze | Stimmen         |
| CDU | 19 (22) | 36,0 % (44,3 %) |
| Grüne | 13 (7) | 24,5 % (14,0 %) |
| FDP | 7 (4) | 13,9 % (7,9 %)  |
| SPD | 6 (9) | 11,0 % (17,0 %) |
| FWG | 3 (–) | 5,3 % ( – )     |
| AfD | 2 (1) | 3,4 % (2,7 %)   |
| LINKE | 1 (1) | 2,4 % (2,5 %)   |
| UWG | 1 (2) | 2,5 % (4,8 %)   |
| ZENTRUM | 0 (3) | 1,1 % (5,3 %)   |

### Parteien
Es existieren Stadt- bzw. Ortsverbände von CDU, SPD, FDP, Bündnis 90/Die Grünen, Piraten, UWG, Die Linke, Zentrum, AfD und der Familien-Partei.

### Rathaus
Aufgrund der Entstehung der Stadt Kaarst als Zusammenschluss der Gemeinden Kaarst und Büttgen (einschließlich der heutigen Stadtteile Vorst, Driesch und Holzbüttgen, die bis zum Zusammenschluss zur Gemeinde Büttgen gehörten) verfügt die Stadt über zwei Rathäuser, und zwar das im April 1994 fertiggestellte Rathaus in Kaarst, welches Sitz des Bürgermeisters und des Stadtrates ist, sowie das am 25. Oktober 1969 fertiggestellte und 1972 mit dem Architekturpreis des Bundes deutscher Architekten ausgezeichnete ehemalige Rathaus der Gemeinde Büttgen, welches heute die technischen Bereiche der Stadtverwaltung beherbergt.

### Schuldenstand

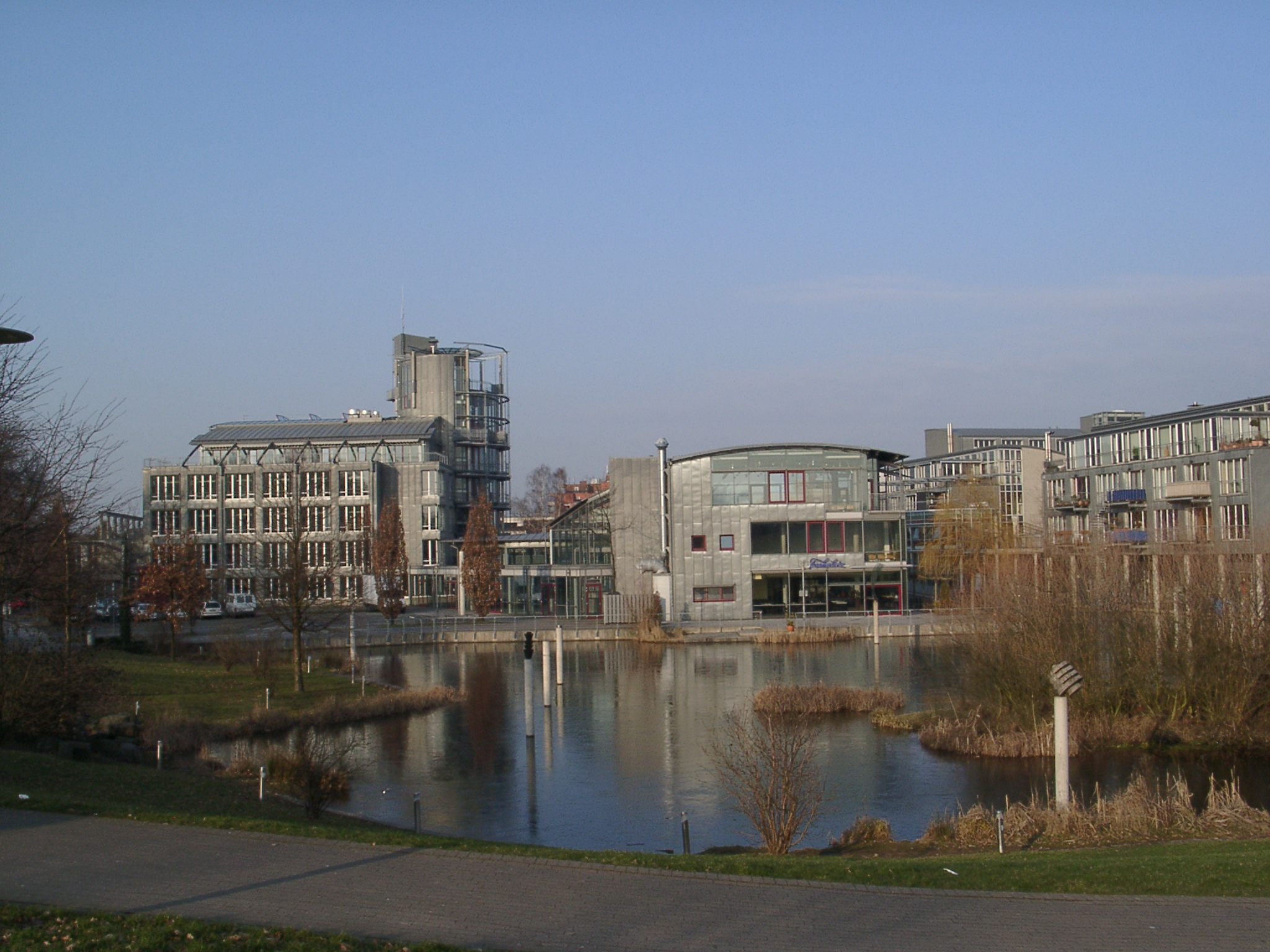
Stadtmitte von Kaarst

Während die Stadt Kaarst von 1990 bis 2002 kontinuierlich ihre Verschuldung durch die Tilgung von Altkrediten bei gleichzeitigem Verzicht auf die Neuaufnahme von Krediten von 10,56 Millionen € auf 3,36 Millionen € vermindern konnte, war in den Jahren 2003 bis 2005 ein Anstieg des Schuldenstandes auf 8,47 Millionen € in 2005 zu verzeichnen. Im Zuge wiederholter außerplanmäßiger Gewerbesteuereinnahmen aufgrund von steuerlichen Außenprüfungen bei Unternehmen mit Betriebsstätten in Kaarst konnte dieser Schuldenstand in den Folgejahren gehalten und teilweise sogar abgebaut werden. Ende 2013 betrug der Schuldenstand 6,3 Millionen € und stieg entgegen dem Trend im Rhein-Kreis Neuss bis zum 31. Dezember 2015 auf 10,8 Millionen € an. In den Folgejahren ergab sich ein weiterer Anstieg der Verschuldung, so dass die Stadt Kaarst zum 31. Dezember 2023 einen Schuldenstand von 59,3 Mio. € aufwies. Für die Folgejahre sind zusätzliche Unterdeckungen und damit ein weiterer Anstieg der Verschuldung der Stadt Kaarst geplant.

### Wappen

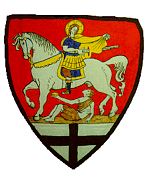
Altes Wappen von Kaarst

Blasonierung: „Unter einem silbernen Schildhaupt, darin ein durchgehendes schwarzes Balkenkreuz, gespalten von Blau und Gold, vorne drei um einen goldenen Ring 2:1 gestellte silberne Mühleisen, hinten ein von einem rechtsweisenden silbernen Schwert geteilter roter Mantel.“
Da die Stadt Kaarst aus den ehemaligen Gemeinden Büttgen und Kaarst entstanden ist, knüpft das aktuelle, vom Heraldiker Walther Bergmann entworfene und am 8. Februar 1979 durch den Regierungspräsidenten Düsseldorf genehmigte Stadtwappen an die beiden Wappen der Vorgängergemeinden an und vereint deren heraldische Aussagen im neuen Wappen der Stadt Kaarst als Ausdruck der jetzigen kommunalen Einheit: Anstelle der Reiterfigur „Jan van Werth“ auf dem Wappen der Gemeinde Büttgen findet dessen Wappenemblem „drei um einen Ring 2:1 gestellte Mühleisen“ Verwendung. Die Figur „St. Martin mit Pferd und Bettler“ auf dem Wappen der Gemeinde Kaarst ist nun durch dessen Attribut „von einem Schwert geteilter Mantel“ ersetzt worden. Auf ähnliche Weise thematisiert auch Berghausen bei Pforzheim die Martinsgeschichte.
Das schwarze Balkenkreuz war in beiden früheren Wappen enthalten und taucht auch in der neuen Version als Ausdruck der ursprünglichen landespolitischen Zugehörigkeit zur Landesherrschaft Köln auf.

### Logo

Das Logo der Stadt Kaarst

Im Rahmen der Stadtvermarktung wurde vom Stadtrat im Januar 2001 beschlossen, ein neues Stadtlogo entwickeln zu lassen, das die Veränderungen und Visionen der Stadt visuell signalisieren sollte. Es wurde ein Wettbewerb ausgeschrieben, an dem sechs Agenturen teilnahmen, deren Vorschläge von einer Jury bewertet wurden. Am 22. Mai 2002 wurde das neue Logo nach mehreren Veränderungen in einer Sondersitzung des Stadtrates offiziell angenommen.
Das Logo besteht aus dem Schriftzug „kaarst*“ in blau sowie einem darunter liegenden Motto in schwarz, der an den jeweiligen Anwendungsfall angepasst werden kann.

### Städtepartnerschaften
- La Madeleine, Frankreich
- Perleberg, Brandenburg, Deutschland

## Kultur und Sehenswürdigkeiten

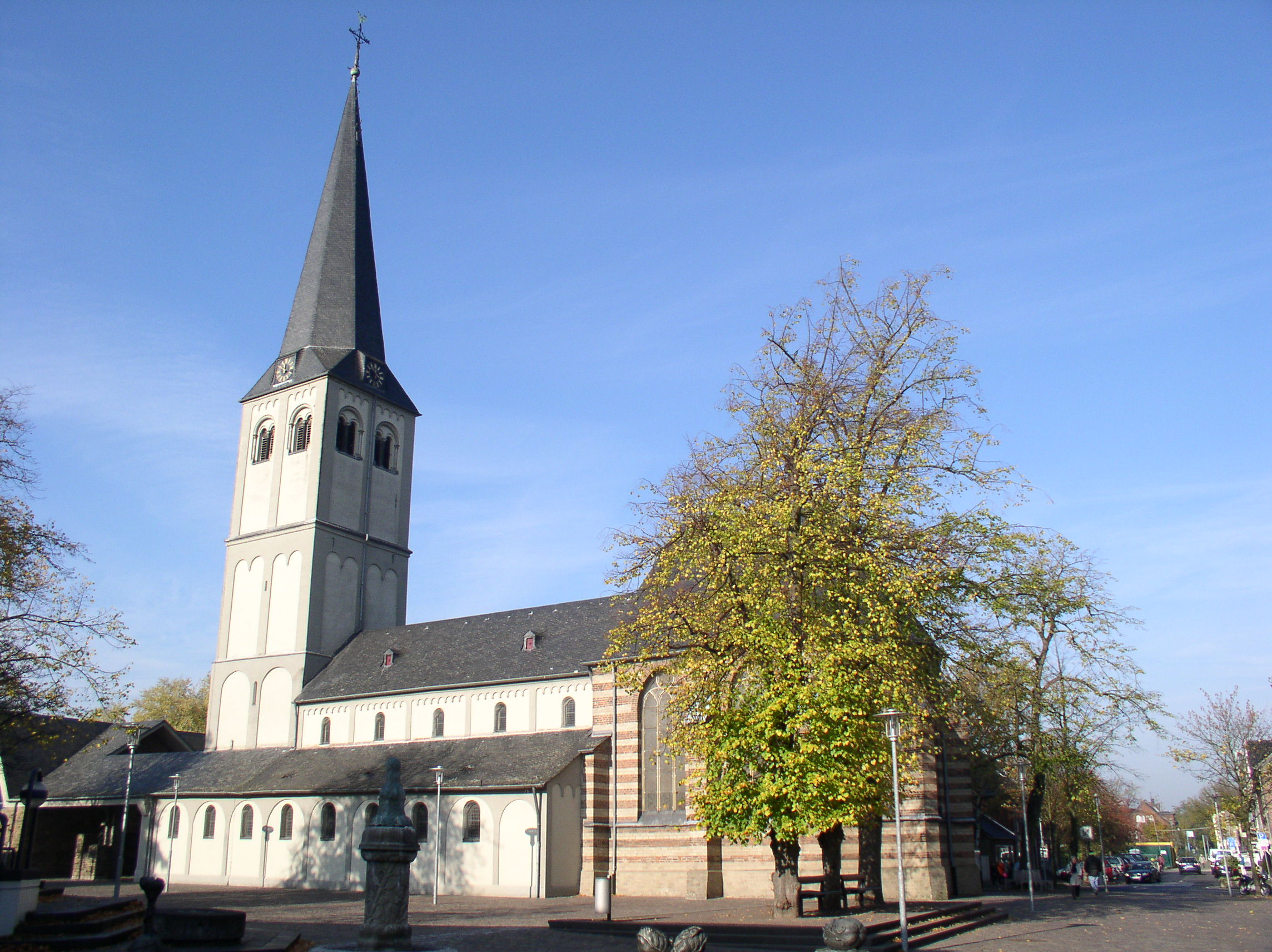
Romanische Kirche St. Aldegundis in Büttgen

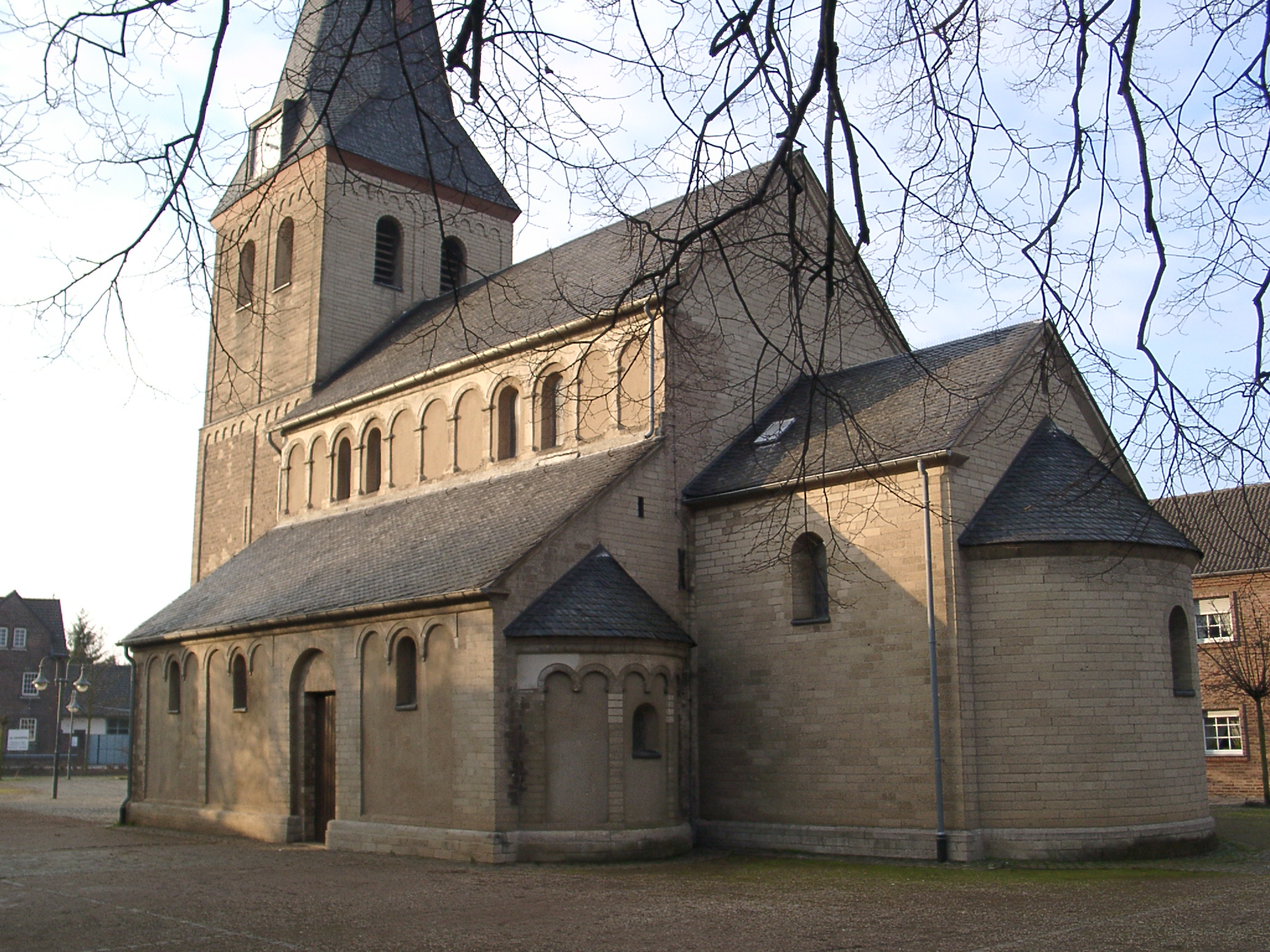
Romanische Martinuskirche in Kaarst

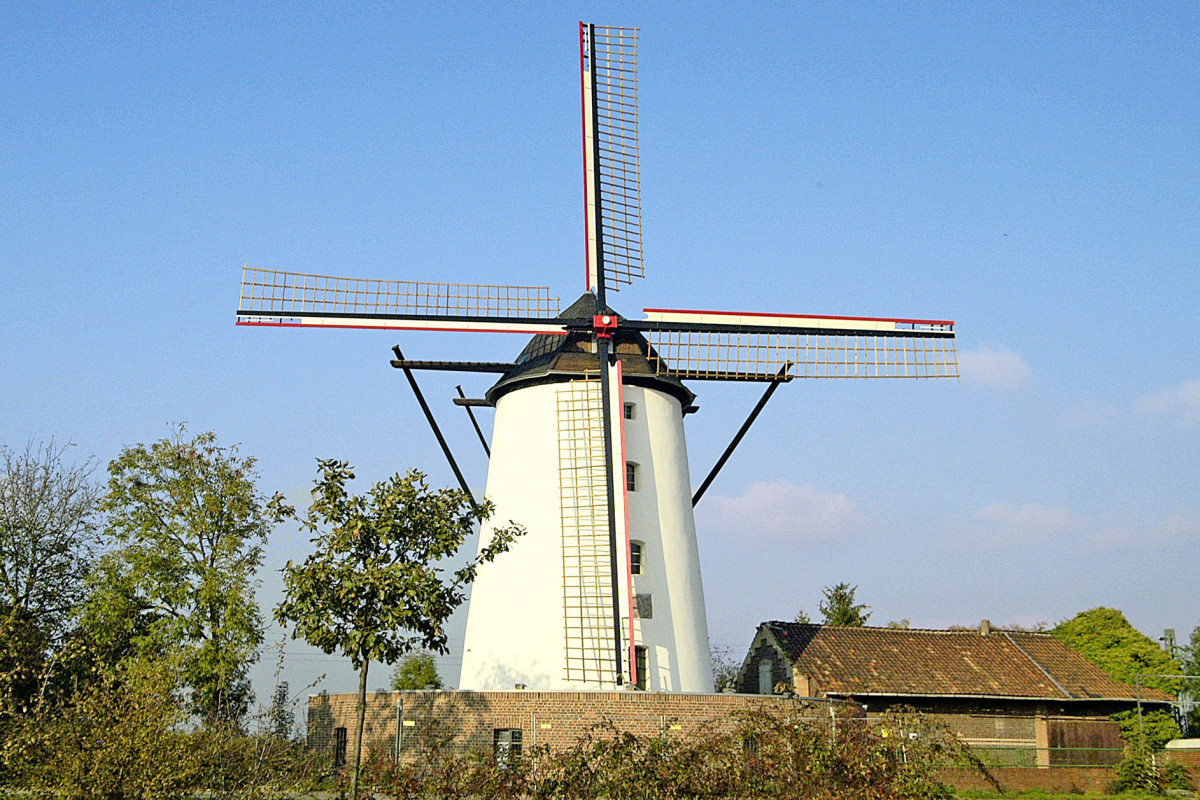
Braunsmühle in Büttgen

Mit dem Tuppenhof und der Braunsmühle sind in Kaarst zwei historisch wertvolle Denkmäler erhalten:
- Der Tuppenhof in Vorst, ein ehemaliger Bauernhof aus dem Jahre 1684, der nach dem Tod des letzten Bauern im Jahr 1983 von 1996 bis zum Frühjahr 2000 aufwändig restauriert wurde. Dort wurde 1999 das Museum und Begegnungsstätte für bäuerliche Geschichte und Kultur eröffnet.
- Die Braunsmühle (ursprünglich „Dycker Mühle“) in Büttgen ist eine Windmühle aus Stein, die in der heutigen Form seit 1756 besteht. Die Mühle wurde nach dem langsamen Verfall seit den 1970er Jahren von 2002 bis 2005 vollständig restauriert und besitzt wieder ein funktionsfähiges Windrad mit Mahlwerk.

Ebenfalls erwähnenswert sind die beiden romanischen Kirchen Alt St. Martinus in Kaarst und St. Aldegundis in Büttgen.
Regelmäßige Veranstaltungen:
- Stadtfest Kaarst Total in der Kaarster Stadtmitte am ersten Wochenende im September
- Rosenmontagsumzug in Kaarst-Büttgen
- Heimat-, Volks- und Schützenfeste der Bruderschaften:
  - in Kaarst-Driesch am zweiten Mai-Wochenende
  - in Kaarst-Zentrum am zweiten Juni-Wochenende
  - in Kaarst-Büttgen am letzten Juni-Wochenende
  - in Kaarst-Holzbüttgen Anfang August
  - in Kaarst-Vorst am zweiten September-Wochenende
- Radrennen Spurt in die Maiennacht am 30. April in der Radsporthalle in Kaarst-Büttgen
- Straßenradrennen City & Bike am 1. Mai in Kaarst
- Spekulatiusmarkt am 2. Adventswochenende im Ortskern Büttgen
- Kaarster Sternstunden am 3. Adventwochenende in der Kaarster Innenstadt

## Sport und Freizeit
Die Sport- und Freizeitstätten in Kaarst bieten ein umfangreiches Sport- und Freizeitangebot mit vielen Sportstätten, die teilweise von der Stadt oder auch von den vielen Vereinen selbst unterhalten werden. Neben Turnhallen und Sportplätzen in allen Stadtteilen gibt es in einem kleinen Teil des Kaarster Sees ein öffentliches Freibad. Den großen See teilen sich vier Sportvereine, der Segelclub Kaarster Segel-Club e. V., der Sportfischerverein SFV Kaarst e. V., der Tauchsport-Club TSC Kaarst und der Windsurfing-Club WSK Kaarst e. V. Insgesamt gibt es im Stadtgebiet 17 Sporthallen.
In Büttgen gibt es außerdem ein Hallenbad, einen Minigolfplatz sowie mit dem Sportforum Kaarst-Büttgen eine Großsporthalle (2500 Sitzplätze in der größten Halle), die insbesondere als Radsporthalle von vielen National- und Olympiamannschaften als Trainingsstützpunkt genutzt wird. Mit den „Crash Eagles Kaarst“ hat die Stadt Kaarst einen Verein in der Inline-Skaterhockey-Bundesliga, der 2017 und 2018 die Deutsche Meisterschaft errang. Weiterhin gibt es die Mehrsparten-Sportvereine Sportgemeinschaft Kaarst, VfR Büttgen und Sportfreunde Vorst. Daneben bestehen die Tennisvereine TC Grün Weiss Büttgen sowie TC Vorster Wald e. V., letzterer mit angeschlossener Boule-Abteilung.

## Wirtschaft und Infrastruktur
Die Stadt Kaarst gilt in der Ballungsrandzone der Landeshauptstadt Düsseldorf als bevorzugter Wohn- und Wirtschaftsstandort mit kurzen Wegen zum Arbeitsplatz. Bei der Wohnbebauung dominieren Einfamilienhäuser. Der umfangreiche Bestand mittelständischer Unternehmen des Dienstleistungssektors und des Handels, aber auch die Neuansiedlung mittelständischer Betriebe aller Branchen sowie die Expansion ansässiger Unternehmen unterstreichen die Beliebtheit des Standorts. Neben den verkehrsgünstig gelegenen und gut erschlossenen Gewerbegebieten verfügen Kaarst und die ganze Region auch über eine hohe Anzahl qualifizierten Fachpersonals.
Der Gewerbesteuerhebesatz entspricht mit 439 % nahezu dem Landesdurchschnitt NRW in Höhe von 449 % (2023).
Die Grundsteuerhebesätze (2024) liegen sowohl für land- und forstwirtschaftliche Flächen (Grundsteuer A) mit 243 % als auch für alle übrigen Flächen (Grundsteuer B) mit 504 % unter dem Landesdurchschnitt (2023) von 305 % (Grundsteuerhebesatz A) bzw. 595 % (Grundsteuerhebesatz B).
Die größten privaten Arbeitgeber in Kaarst sind das Möbelhaus IKEA und der US-amerikanische Industrie- und Maschinenbaukonzern Parker-Hannifin, dessen deutsche Vertriebszentrale im Ortsteil Büttgen liegt.
Die durchschnittliche Kaufkraft je Einwohner betrug im Jahr 2023 116,3 % des Bundesdurchschnitts und lag damit etwas über der bereits überdurchschnittlichen Kaufkraft der Bürger im Rhein-Kreis Neuss mit 110,6 % des Bundesdurchschnitts.

### Öffentliche Einrichtungen
Aktuell entsteht im sich in der Erschließung befindlichen Gewerbegebiet an der Hans-Dietrich-Genscher-Straße in Holzbüttgen das neue Rechenzentrum der Finanzverwaltung Nordrhein-Westfalen. Der Bezug des neuen 37.000 m² großen Gebäudes ist für das Jahr 2026 geplant und soll den rund 1000 Landesbediensteten einen moderneren Arbeitsplatz bieten.

### Bildung
Kaarst verfügt über 12 öffentliche Schulen und eine Volkshochschule.
Grundschulen
- Katholische Grundschule Kaarst
- Gemeinschaftsgrundschule Vorst
- Gemeinschaftsgrundschule Stakerseite
- Gemeinschaftsgrundschule Matthias-Claudius-Schule Kaarst
- Gemeinschaftsgrundschule Büttgen (seit 2011 vereinigt mit der Katholischen Grundschule Büttgen)[33]
- Gemeinschaftsgrundschule Astrid-Lindgren-Schule Holzbüttgen

Realschulen
- Städtische Realschule Kaarst

Gesamtschulen
- Emmy-Noether-Gesamtschule Kaarst (bis 2024: Städtische Gesamtschule Kaarst-Büttgen)

Gymnasien
- Albert-Einstein-Gymnasium Kaarst
- Georg-Büchner-Gymnasium (Kaarst) (bis 1994: Gymnasium Büttgen)

Förderschulen
- Martinusschule (Förderschwerpunkte Lernen und Emotionale und soziale Entwicklung)
- Sebastians-Schule Holzbüttgen (Förderschwerpunkt Geistige Entwicklung)

Volkshochschule
- VHS Kaarst-Korschenbroich

Ehemalige Schulen
- Gemeinschaftshauptschule Kaarst-Büttgen
- Elisabeth-Selbert-Realschule Büttgen
- Albert-Schweitzer-Grundschule[34]

### Verkehr

#### Autobahnen

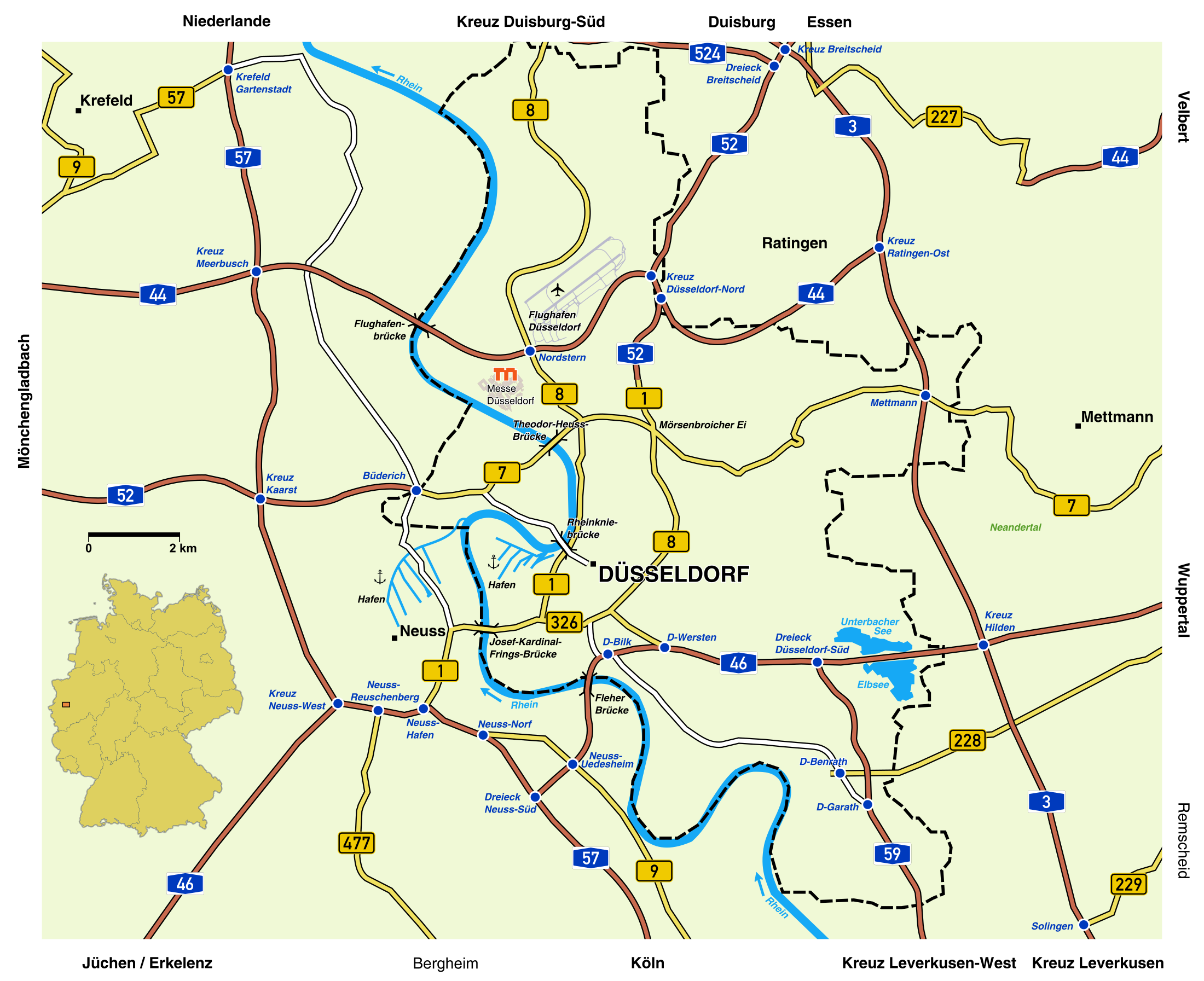
Autobahnnetz im Großraum Düsseldorf, zu dem auch Kaarst gehört

Kaarst liegt an den Bundesautobahnen A 52 (Roermond-Düsseldorf) und A 57 (E31) (Köln-Krefeld), die sich im Autobahnkreuz Kaarst kreuzen. Das Autobahnkreuz Kaarst wurde von 1968 bis 1970 erbaut und befindet sich seit November 2013 im Ausbau. Im Stadtgebiet liegen die Anschlussstellen Kaarst-Nord und Holzbüttgen. Die Landeshauptstadt Düsseldorf ist rund 15 km entfernt und über die Autobahnen in wenigen Minuten erreichbar.

#### Öffentlicher Personennahverkehr
Die Stadt Kaarst liegt im Verkehrsverbund Rhein-Ruhr und ist mit zwei S-Bahn-Linien und zwei Schnellbuslinien sowie mehreren regionalen Buslinien an den öffentlichen Personennahverkehr angebunden:
- S 8 (S-Bahn Rhein-Ruhr): Mönchengladbach–Büttgen–Neuss–Düsseldorf–Wuppertal–Hagen
- S 28 (Regiobahn): Kaarster See–Kaarster Bahnhof–Kaarst Mitte/Holzbüttgen–IKEA Kaarst–Neuss–Düsseldorf–Mettmann–Wuppertal
- SB51 (Städteschnellbus): Düsseldorf-Flughafen–Meerbusch-Büderich–Kaarst
- SB86 (Städteschnellbus): Kaarster See–Schiefbahn–Willich-Münchheide
- 862 (Überlandbus): Kaarster See–Neuss–Düsseldorf
- 851 (Stadtbus): Kaarst Elchstraße–Neuss-Neusserfurth–Neuss-Uedesheim
- 852 (Stadtbus): Kaarst Lange Hecke–Neuss-Neusserfurth–Neuss-Norf
- 094 (Überlandbus): Kaarster See–Schiefbahn–Willich–Viersen
- 860 (Stadtbus): Kaarst-Büttgen-Kaarst-Holzbüttgen-Vorst-Driesch-Büttgen
- 861 (Taxibus): Kaarst-Holzbüttgen
- 8601 (Taxibus): Kaarst-Büttgen-Kaarst-Holzbüttgen-Vorst-Driesch-Büttgen

#### Flughäfen
Die nächstgelegenen internationalen Flughäfen sind der Flughafen Düsseldorf (23 km), der Flughafen Köln/Bonn (65 km) und der Flughafen Niederrhein (75 km). Der Verkehrslandeplatz Mönchengladbach, welcher keinen Linienflugverkehr bietet, liegt 10 km entfernt.

#### Radwege
Die Radwege Fietsallee am Nordkanal und Niederrheinroute verlaufen durch die Stadt.

## Persönlichkeiten
Der Rat der Stadt Kaarst ehrt Bürger, die sich in besonderer Weise um das Wohl der Stadt verdient gemacht haben. Sie erhalten eine Ehrenmedaille in Feinsilber. 2004 wurde diese Auszeichnung an Armin Wünsche, Markus Koll, Egon Wilhelm Vossen, Wilhelm Peter Bayer, Karla Becker und Norberta Müller vergeben. Erstmals in der Geschichte der Stadt Kaarst wurde der Titel des Ehrenbürgermeisters an Heinz Klever (1928–2006) für seine lange außerordentliche Arbeit als Bürgermeister und stellvertretender Bürgermeister vergeben.

### In Kaarst geboren
- Jan von Werth bzw. Johann Graf von Werth (1591–1652, vermutlich in Büttgen-Weilerhöfe geboren), Reitergeneral im Dreißigjährigen Krieg
- Manfred Palmen (1945–2022), Politiker, Landtagsabgeordneter (CDU) und parlamentarischer Staatssekretär
- Herbert Napp (* 1946), Rechtsanwalt und Bürgermeister von Neuss von 1998 bis 2015
- Franz-Josef Paefgen (* 1946), Manager (17 Jahre Vorstandsmitglied der Audi AG)
- Hans-Hubert Berti Vogts (* 1946), Fußballtrainer und ehemaliger Fußballspieler
- Reiner Schmitz (* 1947), Schulleiter, Staatsrat der Behörde für Bildung und Sport in Hamburg
- Hajo Düchting  (1949–2017), Maler und Kunsthistoriker
- Andreas Heusch (* 1964), deutscher Jurist und Präsident des Verwaltungsgerichts Düsseldorf
- Sebastian Vollmer (* 1984), Footballspieler (New England Patriots)

### Mit Kaarst verbunden
- Hans Peter Keller (1915–1989), Volkshochschulleiter und Schriftsteller
- Martel Wiegand (1922–2006), Hochschullehrerin, Illustratorin und Objektkünstlerin
- Wingolf Scherer (1924–2022), Wehrmachtsoffizier, Politiker im Kaarster Stadtrat und Heimatforscher
- Walter Urbach (1925–2018), Maler und Grafiker
- Martin Goldstein (1927–2012), der ursprüngliche „Dr. Sommer“ aus der Jugendzeitschrift Bravo von 1969 bis 1984
- Paul Effert (* 1931), Briefmarkenkünstler
- Ernst-Jürgen Dreyer (1934–2011), Schriftsteller, Dramatiker, Übersetzer und Musikwissenschaftler
- Edgar Jannott (* 1934), Vorstandsvorsitzende der Victoria Versicherungs AG und der ERGO Versicherungsgruppe AG.
- Hans Zirker (1935–2025), katholischer Theologe, wohnte in Kaarst
- Rod Mason (1940–2017), Jazztrompeter, Musiker des Oldtime Jazz
- Günther Schumacher (* 1949), ehemaliger Radrennfahrer, zweimaliger Olympiasieger, mehrfacher Weltmeister und Deutscher Meister
- Franz-Josef Moormann (* 1952), Bürgermeister von Kaarst (1999–2015)
- Heiner Koch (* 1954), Erzbischof von Berlin
- Marianne Enzweiler-Hill (* 1955), Schriftstellerin und Gründerin des Immanuel Kant Instituts
- Maria Hartmann (* 1955), Bundesvorsitzende der Familien-Partei Deutschlands (2013–2014)
- Ulrike Nienhaus (* 1955), Bürgermeisterin von Kaarst (2015–2020)
- Otto Rensing (* 1962), Rennfahrer, seit 1994 Kart & Eventcenter „RS Speedworld“ in Kaarst
- Bodo Klimpel (* 1963), Landrat des Kreises Recklinghausen
- Axel Werner (* 1964), katholischer Theologe
- Klaudia Wick (* 1964), Journalistin und Medienwissenschaftlerin
- Heiko Thoms (* 1968), Diplomat und politischer Beamter
- Sven Schuchardt (* 1972), Fußballspieler und -trainer
- Carsten Dieckmann (* 1976), Journalist und Fernsehmoderator
- Florian Kehrmann (* 1977), Handballtrainer und ehemaliger Profispieler in der Handball-Bundesliga
- Markus Fothen (* 1981), Radrennfahrer
- Olson (Künstlername, bürgerlich Oliver Groos) (* 1987), Rapper
- Hamza Touba (* 1991), Boxer im Fliegengewicht, mehrfacher Deutscher Meister